# 수양산 (황해도)
수양산(首陽山)은 황해남도 해주시와 신원군 경계에 있는 산이다.
이 산에 자리잡은 고구려시대의 산성이 수양산성이다. 과거 황해도 3대 산성의 하나로 '지성산성'이라고도 불린다. 천년기념물 해주설송은 오직 이 곳에서만 자생한다. 항상 잎이 검푸르고 무게 있어 보이나 햇빛에 반사되면 잎이 은백색을 띠어 '설송(雪松)'이라 한다.

## 같이 보기
- 한국의 산